# Petronilla di Bigorre
Petronilla di Bigorre, o anche Petronilla di Comminges (in spagnolo Petronila, francese Pétronille, catalano Peronella, e occitano Peironèla; 1182/4 – 1251), fu viscontessa di Marsan e contessa di Bigorre dal 1194 alla sua morte, inoltre viscontessa consorte di Béarn dal 1196 al 1215 e signora di Cognac, dal 1228 al 1247.

## Origine
Secondo la La Vasconie. Tables Généalogiques, Petronilla era l'unica figlia del Conte di Comminges, visconte di Marsan e Contessa di Bigorre, Bernardo e della viscontessa di Marsan e Contessa di Bigorre, Beatrice III, che ancora secondo la La Vasconie. Tables Généalogiques, era l'unica figlia del Conte di Bigorre e visconte di Marsan, Centullo III, e della moglie, Matella di Baux (1125 - 1175), figlia di Raimondo I di Baux, italianizzato in Raimondo I del Balzo, 4° signore di Les Baux, e di Stefanetta di Provenza, sorella minore di Dolce di Carlat, e figlia del visconte di Millau, di Gévaudan, e di Carlat, Gilberto I di Gévaudan e della Contessa di Provenza, Gerberga (come ci viene confermato dalle Note dell'Histoire Générale de Languedoc, Tome II).

Secondo la Histoire Générale de Languedoc 2nd Edn. Tome V, Preuves, Bernardo IV di Comminges era figlio del Conte di Comminges, Bernardo III di Comminges, detto Dodon (de iste Dodo exivit B. iste comes) e, come conferma la La Vasconie. Tables Généalogiques, della moglie, Laurentia, figlia del conte di Tolosa, di Rouergue o di Rodez, duca di Settimania o di Narbona e marchese di Provenza, Alfonso Giordano e di Faydide o Faydive d'Uzès e Posquiêres, che era sorella del conte di Tolosa (Bernardus comes Convenarum filius sororis comitis Tolosani), Raimondo V di Tolosa. 

## Biografia
Petronilla trascorse la sua infanzia a Muret, ma la madre, nel 1192, fu ripudiata dal marito; infatti Raimondo IV di Cominges, ripudiò la moglie, Beatrice III e allontanò sia la moglie che la loro figlia, Petronilla, impossessandosi, sempre secondo la La Vasconie. Tables Généalogiques, della contea di Bigorre e della viscontea di Marsan; il re d'Aragona, Alfonso II, un mese dopo costrinse Raimondo ad abdicare ai titoli e consegnò la contea e la viscontea al Visconte di Béarn, Gastone VI, fidanzato con Petronilla.

Beatrice III, in quel periodo (1194 circa), abdicò in favore della figlia, Petronilla.

Alfonso II aveva fatto fidanzare Petronilla a Gastone VI, visconte di Béarn, nonostante la loro parentela (i due erano cugini primi in quanto Matella di Baux ebbe dal matrimonio con Pietro III di Gabarret (1120-1153), Maria di Gabarret (1145-1186), che sposò Guglielmo Raimondo di Moncade (1120-1172), da quale ebbe Gastone VI, che prese il titolo di Béarn dalla madre. Ma Matella di Baux, dopo la morte di Pietro III di Gabarret, sposò Centullo III di Bigorre, con il quale ebbe Beatrice III di Bigorre, madre di Petronilla.
Petronilla, ancora giovane, venne educata alla corte di Aragona e nel 1196 sposò Gastone; secondo la La Vasconie. Tables Généalogiques, il matrimonio, col cugino fu celebrato il primo giugno 1195.

Ella prese residenza nel Béarn: l'assenza del suo nome nei documenti dell'epoca sembra indicare che Gastone la tenesse fuori della vita politica della sua contea. 
Gastone VI morì nel 1215 senza aver avuto figli da Petronilla, che, in quello stesso anno si sposò, in seconde, con il reggente della contea di Provenza, Nuño Sánchez d'Aragona (detto anche Nuño del Rossiglione), futuro conte del Rossiglione e della Cerdagna, suo parente di IV grado.

Dopo la morte del re di Aragona, Pietro II alla battaglia di Muret, nel 1213, l'uomo forte della regione era Simone IV di Montfort, capo della crociata contro gli albigesi, che, dopo circa un anno, dal Papa Onorio III fece dichiarare nullo il matrimonio, che era stato celebrato senza la dovuta dispensa papale. 
In quello stesso anno (1216) Petronilla sposò il figlio secondogenito di Simone, Guido di Montfort, come conferma anche la Chronique de Guillaume de Puy-Laurens, dicendo che in questo modo rinforzava la difesa della contea di Tolosa dalla parte della Guascogna.

Quest'ultimo partecipò a numerosi fatti d'arme della crociata, fu ferito dal suocero nel corso dell'Assedio di Tolosa del 1218 e fu ferito a morte nell'assedio di Castelnaudary (1220).
Dopo essere rimasta vedova, Petronilla, nel 1222 circa, andò sposa, in quarte nozze, a Aymar de Rançon, compagno d'armi del fratello maggiore di Guido, Amaury VI de Montfort, che tuttavia morì nell'assedio di Avignone del 1226.
Dopo essere rimasta nuovamente vedova, Petronilla, ritornò in Bigorre e, nel 1228, si sposò per la quinta volta con Bosone di Matha, signore di Cognac. Il marito l'aiutò a far fronte ai baroni della Linguadoca, che la rimproveravano di aver fatto parte del clan dei Montfort. Bosone inoltre, bonificò la valle di Vic, taglieggiata dai briganti. Bosone le premorì, nel 1247.
Nel 1250, Petronilla fece donazione di diversi beni alla figlia, Mathe e al di lei marito, il Visconte di Béarn, Gastone VII, come viene documentato dal Procès pour la possession du comté de Bigorre (1254-1503).
Nel 1251, prima di morire, Petronilla redasse un testamento, come riportato dal Procès pour la possession du comté de Bigorre (1254-1503).
Petronilla morì, in quello stesso anno, nel Monastero d'Escala-Dieu, a Banheras de Bigorra, lasciando la contea di Bigorre al nipote, Eschivat figlio della figlia primogenita, Alice e la viscontea di Marsan all'altra figlia, Mathe.

## Matrimoni e discendenza
Petronilla sposò in prime nozze nel 1195 il visconte di Béarn, Gastone VI.

Petronilla a Gastone non diede figli.
Rimasta vedova di Gastone, Petronilla si risposò nel 1215 con Nuño Sánchez d'Aragona (1185 - 1242), futuro conte del Rossiglione e della Cerdagna, suo parente di IV grado.

Il matrimonio fu annullato nel 1216; Petronilla non aveva dato figli a Nuno.
Petronilla sposò, in terze nozze, a Tarbes, il 6 novembre 1216, il figlio secondogenito di Simone IV di Montfort, Guido di Montfort († 1220), chiamato Guido di Narbona nel Procès pour la possession du comté de Bigorre (1254-1503), in cui viene confermato il matrimonio.

Petronilla diede a Guido due figlie:
- Alice († 1255), contessa di Bigorre, che andò sposa a Jourdain Eschivat de Chabanais, poi a Raoul de Courtenay, signore di Champigneulles[21];
- Petronilla, andata sposa a Raoul de la Roche-Tesson[21].

Rimasta vedova di Guido nel 1220, si sposò per la quarta volta nel 1222 circa con Aymar de Rançon († 1228), compagno d'armi del fratello maggiore di Guido, Amaury VI de Montfort.

Anche a Aymar, Petronilla non diede figli.
Infine, deceduto anche Aymar, Petronilla sposò nel 1228 Bosone di Matha († 1247), signore di Cognac. 

Petronilla diede a Bosone una figlia:
- Mathe († 1273), viscontessa di Marsan, che sposò il visconte di Béarn, Gastone VII[15].

### Fonti primarie
- (LA)  Histoire générale de Languedoc: avec des notes et les pièces justificatives. T. 2.
- (LA)  Histoire générale de Languedoc: avec des notes et les pièces justificatives. T. 5.
- (LA)  (FR)  Procès pour la possession du comté de Bigorre (1254-1503).

### Letteratura storiografica
- (FR)  LA VASCONIE.
- (FR)  Histoire générale de Languedoc, Notes, tomus II.
- (FR)  Histoire de la guerre des Albigeois. Chronique de Guillaume de Puy-Laurens.